# فادي أسعد
فادي أسعد(2 فبراير 1978) هو شاعر غنائي سوري شركسي من مواليد مدينة حلب، ألف العديد من الأغاني تعامل من خلالهم مع عددٍ من الفنانين العرب مثل ناصيف زيتون وملحم زين ودومينيك حوراني كما أنّه تعامل أيضاً مع فنانين أوربيين بأصل عربي مثل الفنانة المغربية-الهولندية هند العروسي وذلك لإضافة كلمات بالعربية لأغنيات أجنبية.

## حياته
ولد فادي أسعد بمدينة حلب السوريّة في 2 فبراير عام 1978 لأبٍ شركسي من عائلة توغلان المنتمية لقبيلة القبردي الشركسية  ورغم كتابته الشعر منذ مدّة إلاّ أنّ اهتمامه بالشعر الغنائي لم يبدأ إلاّ مُتأخراً وقد كتب العديد من الأغاني التي لم تلقَ رواجاً جماهيراً إلى أن كتب أغنية للفنان ناصيف زيتون وحققت نجاحاً كبيراً ما سهلّ عليه الطريق للتعاون مع فنانين عرب وعالمين بعدها بوقت قصير مثل ملحم زين وإياد طنّوس إضافة للفنانة الهولندية من أصل عربي هند العروسي وتعامله الناجح مع الملحن مصطفى محفوظ والملحن أحمد بركات.

## أهم أعماله
| الأغنية            | آداء           | مرجع          |
| ------------------ | -------------- | ------------- |
| لا تحزني           | ناصيف زيتون    | [ 10 ] [ 11 ] |
| انت و حدّي          | ملحم زين       | [ 12 ]        |
| يا وردة            | إياد طنّوس      | [ 13 ]        |
| سينامون            | هند العروسي    | [ 5 ]         |
| وحدة استثنائية     | روان بن حسين   | [ 14 ]        |
| عم نبكيكي يا بيروت | سعود أبو سلطان | [ 15 ]        |
| غايب               | سارة فرح       | [ 16 ] [ 17 ] |